# Burg Hollenburg
Die Burg Hollenburg (slowenisch: Humberk) ist eine breit angelegte Höhenburg im Rosental am felsigen Südhang der Sattnitz zur Drau. Das Anwesen liegt im heutigen Gemeindegebiet von Köttmannsdorf, KG Hollenburg, Kärnten.

## Geschichte
Die Hollenburg steht vermutlich an der Stelle der urkundlich 860 und 876 genannten curtis ad Trahoven.
Die heutige Burg wurde wahrscheinlich um das Jahr 1100 von Ministerialen der Markgrafen von Steiermark errichtet, für das Jahr 1142 ist ein Geschlecht der Hollenburger urkundlich belegt. Als im 13. Jahrhundert der Verkehrsweg über den Loiblpass ausgebaut wurde, gewann die Burg an strategischer Bedeutung. Die Besitzer der Hollenburg (darunter die Pettauer und die Stubenberger) gerieten daraufhin zwar einerseits immer wieder in Streit mit dem Stift Viktring, traten andererseits wieder als Stifter desselben auf, so etwa für die bedeutenden gotischen Glasfenster der Stiftskirche.
Durch das Erdbeben von 1348 wurde die Burg teilweise zerstört, jedoch umgehend wieder aufgebaut. Für das Jahr 1349 ist die Hollenburg als Sitz eines Landrichters beurkundet.
Kaiser Maximilian I. verkaufte die Burg im Jahr 1514 an Siegmund von Dietrichstein und erklärte sie zur Freiherrschaft. Die Dietrichsteiner ließen die Burg im 16. und 17. Jahrhundert zu ihrer heutigen repräsentativen Gestalt ausbauen. Im Jahr 1861 starb der letzte männliche Nachfahre der Dietrichsteiner. 1913 erwarb Ludwig „Louis“ Wittgenstein (1845–1925), ein Onkel des Philosophen Ludwig Wittgenstein, Burg und Herrschaft. Im Erbweg kam die Hollenburg 1923 an die Familie Maresch und schließlich an die Familie Kyrle, einer der Besitzer war Johannes Kyrle.

## Baubeschreibung

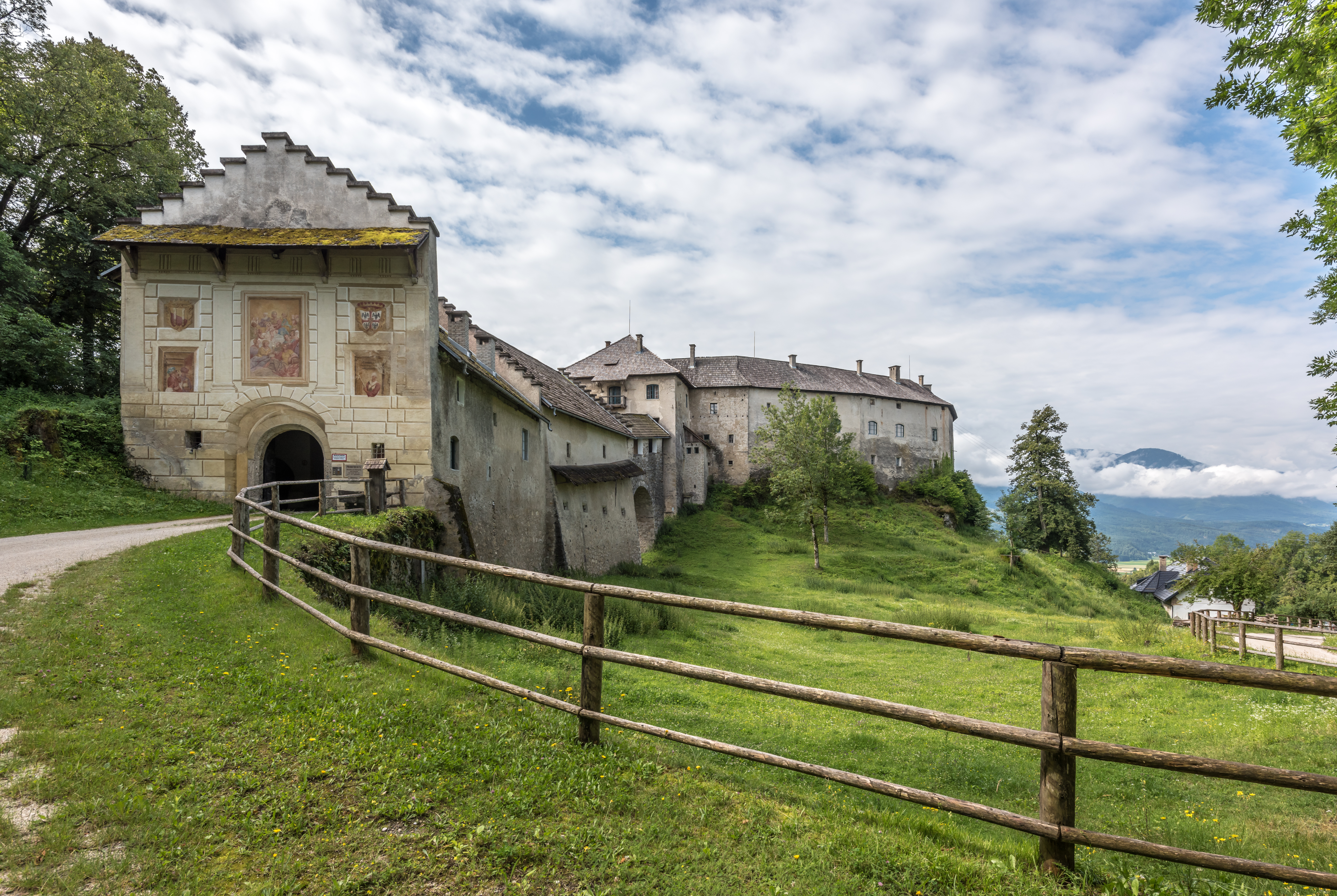
Torhaus

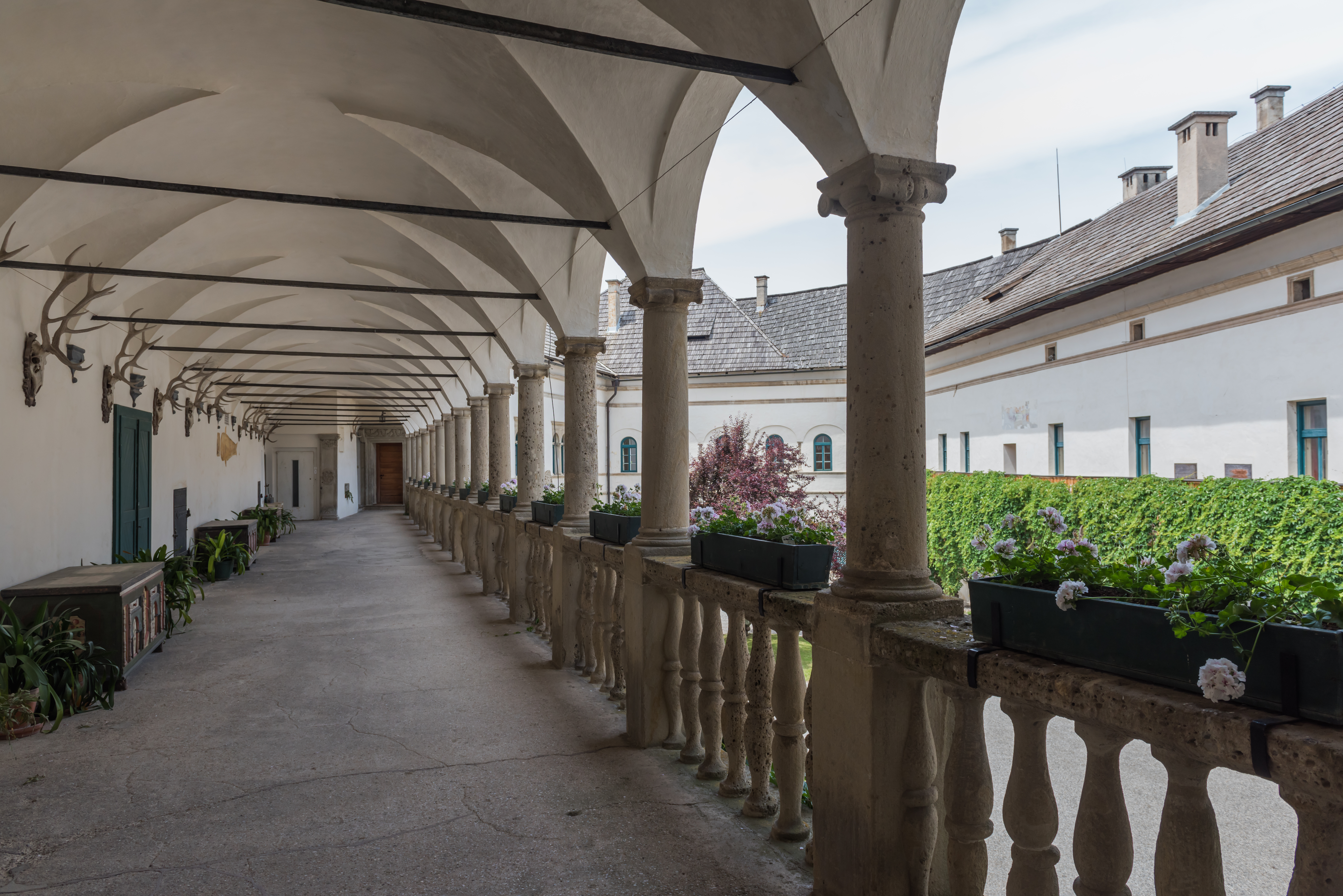
Arkadenhof

Die unregelmäßige Form der heutigen Anlage ist noch auf den Verlauf des mittelalterlichen Berings zurückzuführen. Der nordseitige Zugang zur Burg führt durch einen Mitte 17. Jahrhundert errichteten Torturm mit Treppengiebel und einen langgestreckten und gedeckten Gang über einen Halsgraben. Hangseitig ist die Burg schmucklos, talseitig weist sie mehrere im Renaissancestil gestaltete Zwillingsfenster auf.
Der im 14. und 15. Jahrhundert errichtete Palas befindet sich im Ostteil der Burg. Am Osttrakt befinden sich hofseitig doppelgeschoßige Renaissance-Lauben (1558), im gegenüberliegenden Hof eine Holzgalerie. An der Westwand und an zwei Pfeilern des oberen Laubenganges befinden sich das Wappen der Dietrichstein-Rottal von 1529 und das große Allianzwappen Dietrichstein-Starhemberg. Über den Türen wurden einige lutherische Sinn- und Bibelsprüche aus dem Jahr 1581 sowie Jahreszahlen aus der Zeit zwischen 1516 und 1588, die sich auf die Bautätigkeit beziehen, angebracht. Im Burghof finden sich Reliefs und Inschriften römerzeitlicher Grabbauten.
Die Burgkapelle Hl. Nikolaus befindet sich im Erdgeschoß des Ostflügels. Sie wurde angeblich 1348 erstmals genannt, eine zweite Weihe erfolgte 1684. Die Wände des Baus sind mit Malereien versehen, darunter einem Freskenzyklus aus der zweiten Hälfte des 14. Jahrhunderts.